# Miluani
Miluani – wieś w Rumunii, w okręgu Sălaj, w gminie Hida. W 2011 roku liczyła 86 mieszkańców.